# Charles Bury (2e comte de Charleville)
Pour les articles homonymes, voir Bury.
Charles William Bury, 2e comte de Charleville (29 avril 1801 - 14 juillet 1851), appelé Lord Tullamore entre 1806 et 1835, est un pair irlandais, homme politique conservateur et défenseur de l'homéopathie.

## Biographie
Il est le fils unique de Charles Bury (1er comte de Charleville), et de Catherine Maria Dawson, fille de Thomas Townley Dawson. Il fait ses études au Collège d'Eton et est haut shérif du comté de King en 1825. En 1826, il est élu au Parlement pour Carlow Borough, un siège contrôlé par la famille. La circonscription est abolie dans la Great Reform Act de 1832 et le père de Bury lance une campagne coûteuse pour conserver un siège pour son fils à la Chambre des communes. Il n'est pas élu pour le comté de King mais est élu pour Penryn et Falmouth en Cornouailles, un siège qu'il occupe jusqu'en 1835. De 1834 à 1835, il est également Lord de la chambre à coucher du roi Guillaume IV. Il succède à son père comme comte en 1835. Il s'agissait d'une pairie irlandaise et ne lui donnait pas droit à un siège automatique à la Chambre des lords. Cependant, en 1838, il est élu pair représentatif irlandais .
Lord Charleville est également un défenseur de l'homéopathie. Il est l'ami de Frédéric Hervey Foster Quin, le premier médecin homéopathe en Angleterre, ainsi que de l'artiste et dandy français Alfred d'Orsay. Charleville s'est de plus en plus endetté et est forcé de vendre une grande partie des propriétés familiales pendant la crise économique en Irlande au milieu des années 1840 et s'installe finalement à Berlin.
En 1821 à Florence, Lord Charleville épouse Harriet Charlotte Beaujolais Campbell, fille du colonel John Campbell de Shawfield et Islay et Lady Charlotte Bury (en), et sœur de Walter Frederick Campbell. Ils ont trois fils et une fille. Lady Charleville est une auteure mineur. Elle est décédée à Naples en février 1848, à l'âge de 46 ans. Lord Charleville est décédé en juillet 1851, à l'âge de 50 ans, et son fils aîné, Charles, lui succède.